# Haliclystus salpinx
Haliclystus salpinx är en nässeldjursart som beskrevs av Clark 1863. Enligt Catalogue of Life ingår Haliclystus salpinx i släktet Haliclystus och familjen Lucernariidae, men enligt Dyntaxa är tillhörigheten istället släktet Haliclystus och familjen Lucernaridae. Arten har ej påträffats i Sverige. Inga underarter finns listade i Catalogue of Life.